# Takumi Shimohira
Takumi Shimohira (下平 匠 Shimohira Takumi?, Minō, Osaka, 6 de octubre de 1988) es un futbolista japonés que juega como defensa en el JEF United de la J2 League de Japón.

## Clubes
| Club                | País  | Año       |
| ------------------- | ----- | --------- |
| Gamba Osaka         | Japón | 2007-2011 |
| Omiya Ardija        | Japón | 2012-2013 |
| Yokohama F. Marinos | Japón | 2014-2018 |
| JEF United          | Japón | 2018-     |

## Palmarés

### Campeonatos internacionales
| Título                   | Club        | País  | Año  |
| ------------------------ | ----------- | ----- | ---- |
| AFC Champions League     | Gamba Osaka | Japón | 2008 |
| Pan-Pacific Championship | Gamba Osaka | Japón | 2008 |

### Campeonatos nacionales
| Título             | Club        | País  | Año  |
| ------------------ | ----------- | ----- | ---- |
| Copa del Emperador | Gamba Osaka | Japón | 2008 |
| Copa del Emperador | Gamba Osaka | Japón | 2009 |